# Orazio Riminaldi

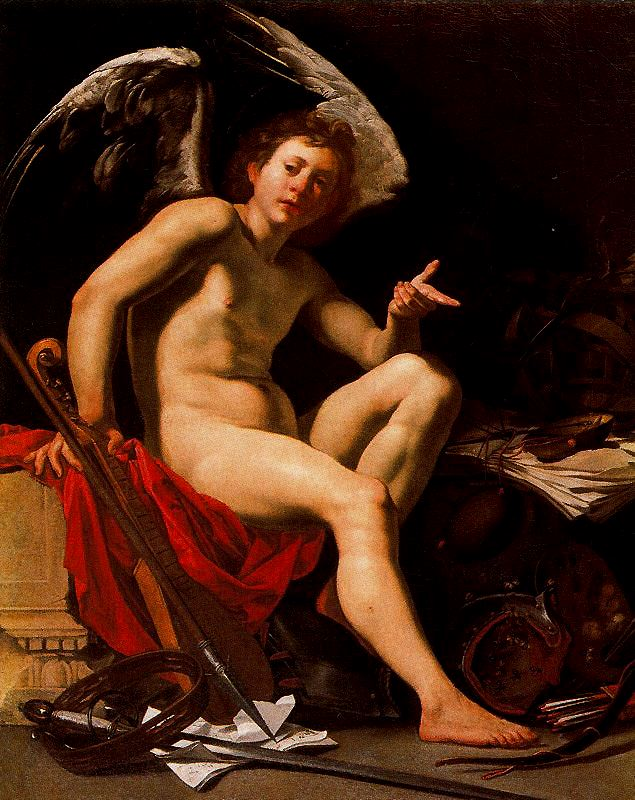
Amor Victorioso, 1624. Florencia, Palacio Pitti.

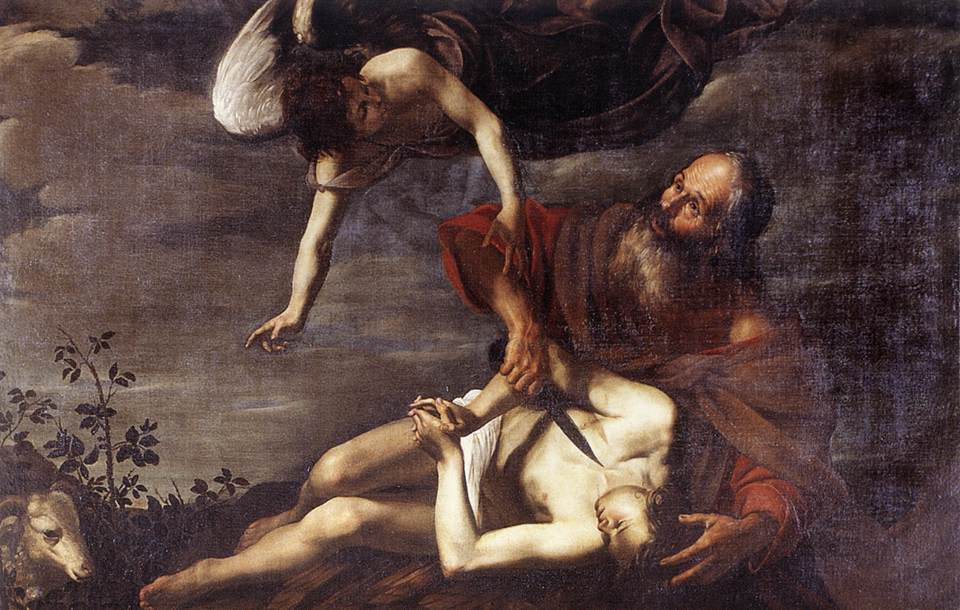
Sacrificio de Isaac.

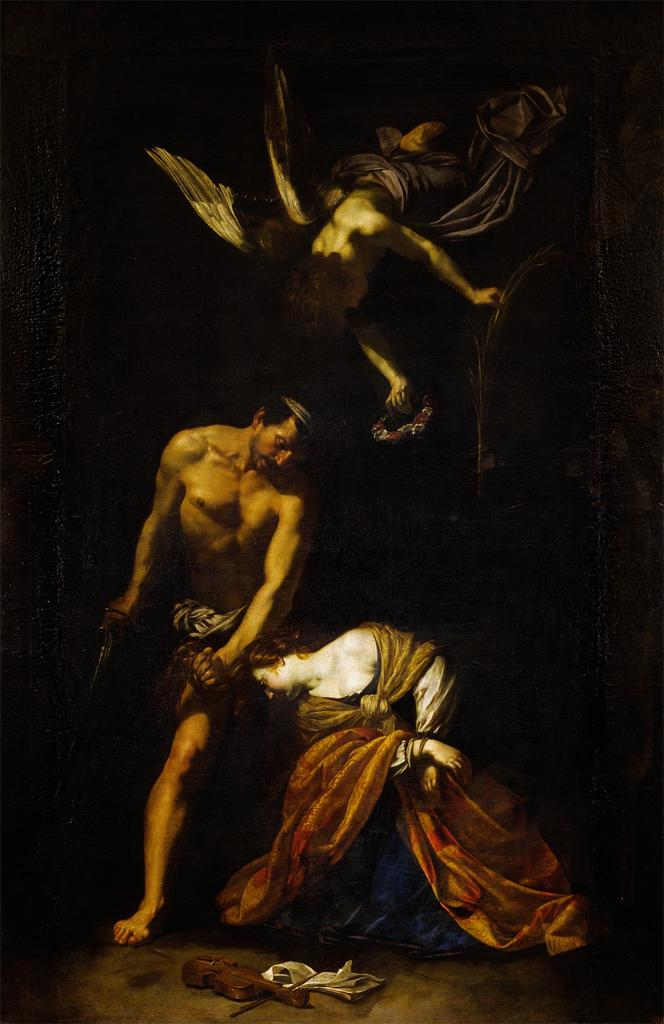
Martirio de Santa Cecilia.

Orazio Riminaldi (Pisa, 5 de septiembre de 1593-Pisa, 10 de diciembre de 1630) fue un pintor italiano del primer barroco.

## Biografía
Nacido en Pisa, recibió su primera formación con un modesto pintor local Ranieri Borghetti. Después pasaría a formar parte del taller de Aurelio Lomi. No ha sobrevivido ninguna obra de su primera época pisana. Muy joven todavía marchó a Roma (entre 1610 y 1620) donde se hizo fiel seguidor de los más destacados miembros del movimiento caravaggista, como Orazio Gentileschi (hermanastro de su antiguo maestro Lomi) o Bartolomeo Manfredi. Consiguió el apoyo de la poderosa familia romana de los Crescenzi, lo que le valió diversos encargos en iglesias romanas.
En 1627 volvió a Pisa, y disfrutó de importantes encargos en su ciudad natal, como la realización al fresco en la cúpula de la catedral de una Asunción de la Virgen. Sin embargo, Riminaldi murió poco después como consecuencia de un brote de peste que asoló la ciudad. Su hermano Girolamo se encargó de completar el trabajo.
Tal vez por su temprana muerte, Riminaldi no tuvo tiempo de desarrollar un estilo propio, pues siempre se mantuvo muy cerca del más estricto tenebrismo, propio de las más famosas obras de Caravaggio, pues llegó incluso a copiar temas y motivos del gran maestro milanés. Sin embargo, en sus últimas obras puede vislumbrarse una mayor apertura a otras influencias, como la del Domenichino.

## Obras destacadas
- Sansón masacra a los filisteos (1620, Catedral de Pisa)
- Amor victorioso (1624, Palazzo Pitti, Florencia)
- Sacrificio de Isaac (1625, Galleria Nazionale d'Arte Antica, Roma)
- Asunción de la Virgen con ángeles (1628)
- Martirio de Santa Cecilia (1630, Palazzo Pitti, Florencia)
- Asunción de la Virgen (1630-1633, Catedral de Pisa), fresco, completado por su hermano Girolamo.